# Хомяков, Виктор Павлович
Виктор (Виталий) Павлович Хомяков (10 декабря 1925 — 7 апреля 1989) — участник Великой Отечественной войны, полный кавалер Ордена Славы.

## Биография
Родился в селе Покровское (ныне — Черемисиновского района Курской области) в семье крестьянина. Отец был счетоводом в колхозе. В 1941 году окончил 7 классов. В начале Великой Отечественной войны был мобилизован на трудовой фронт. Вместе со взрослыми и другими подростками перегонял скот с территорий, попадающих под оккупацию, на восток в тыл. Вернулся в родную деревню накануне прихода немцев. Остался в оккупации, скрывался от угона в Германию. В декабре 1942 года в Покровское пришла Красная Армия.
В январе 1943 года был призван в Красную Армию. При оформлении красноармейской книжки писарь записал Виталия Хомякова как Виктора. В 133-м запасном полку красноармеец Хомяков получил специальность миномётчика. Прибыв в 1-ю гвардейскую танковую армию, прошёл переподготовку и стал бронебойщиком — наводчиком противотанкового ружья (ПТР).
В составе роты противотанковых ружей 21-й гвардейской механизированной бригады участвовал в освобождении украинских городов Бердичев, Белая Церковь, Казатин, Винница, форсировании Днестра. Стал помощником командира отделения. В боях при освобождении Северной Буковины получил первый орден.
18 апреля 1944 г. в бою близ села Надорожна (Тлумачский район Станиславской, ныне Ивано-Франковской области) рядовой Хомяков заменил раненого командира отделения. Когда группа немецких автоматчиков прорвалась к командному пункту роты, он гранатой и огнём из автомата отбил атаку, уничтожил более 16 немцев, двух солдат взял в плен. Приказом по 8-му гвардейскому танковому корпусу от 22 мая 1944 года рядовой Хомяков Виталий Павлович был награждён орденом Славы 3-й степени.
Затем бригада в составе 1-й гвардейской танковой армии участвовала во Львовско-Сандомирской наступательной операции. В боях под городом Ярославом (Польша) гвардии младший сержант Хомяков 26 июля 1944 года в ходе отражения контратаки противника подбил из противотанкового ружья 2 танка. Затем вступил в рукопашную схватку. Огнём из автомата лично уничтожил свыше 18 немцев и принудил их к отходу на исходные позиции. Приказом по войскам 1-й гвардейской танковой армии от 4 октября 1944 года гвардии младший сержант Хомяков Виктор Павлович награждён орденом Славы 2-й степени.
14 января 1945 года началось наступление с Магнушевского плацдарма, где сосредоточилась 1-я гвардейская танковая армия. 21-я гвардейская механизированная бригада 20 января при подходе к городу Коло пэтээровцам приняла бой. Вышел из строя командир отделения, и гвардии старший сержант Хомяков принял командование. Враг был рассеян. Лично Хомяков подбил в этом бою вражескую бронемашину, рассеял и уничтожил до 40 солдат и офицеров. Будучи раненым, оставался в строю.
Утром 22 января танковая колонна с пэтээровцамн на броне подошла к аэродрому в районе города Познань. Дежурная эскадрилья пошла на взлёт. Танки устремились к лётному полю. Заметив заходящие на колонну самолёты, бронебойщик Хомяков, сидевший на броне одного из головных танков, пристроил своё ружье к танковой башне и с ходу выстрелил по головному, идущему почти на бреющем на его головной танк самолёту. Лётчик отвернул в сторону. Хомяков сбил второй самолёт, получив два ранения. Отделение Хомякова подбило в этом бою четыре самолёта. Сам Хомяков, будучи трижды раненным, покинул поле боя только при последнем тяжелом ранении, когда танки уже ворвались на вражеский аэродром.
Всего за период наступления в Польше гвардии старший сержант Хомяков лично уничтожил свыше 30 немцев и семерых взял в плен. Был представлен командованием к награждению орденом Славы 1-й степени. С тяжёлыми ранениями он был отправлен в тыловой госпиталь. Выписавшись уже после войны, в свою часть не вернулся. Из переписки с однополчанами знал, что представлен к награде, но не знал, к какой.
Указом Президиума Верховного Совета СССР от 31 мая 1945 года за исключительное мужество, отвагу и бесстрашие, проявленные на заключительном этапе Великой Отечественной войны в боях с гитлеровскими захватчиками, гвардии старший сержант Хомяков Виктор Павлович был награждён орденом Славы 1-й степени. Стал полным кавалером ордена Славы.
До 1957 года продолжал службу в армии. После увольнения в запас служил во внутренних войсках Министерства внутренних дел, стал прапорщиком. Награда была вручена только в конце 1960-х годов, так как часть наградных документов была выписана на Виталия, часть на Виктора.
Гвардии прапорщик Хомякова ушел на пенсию лишь в 1977 году. В мае 1985 года участвовал в юбилейном параде на Красной площади. Жил в городе Костроме. Умер 7 апреля 1989 года.
Награждён орденами Отечественной войны 1-й степени, Славы 3-х степеней, медалями.